# Sang Catalana
Sang Catalana va ser una publicació mensual en català editada a Igualada entre els anys 1914 i 1915.

## Descripció
Portava el subtítol Quinzenal educatiu, moral i de bon humor.
La redacció i l'administració era al carrer de la Soledat, núm. 14. S'imprimia al taller de la Viuda de M. Abadal. Tenia vuit pàgines, a dues columnes, amb un format de 32 x 22 cm. A partir del núm. 3, solament va tenir quatre pàgines.
El primer número va sortir l'1 d'octubre de 1914 i el darrer, el 7, el 10 de gener de 1915. En aquest darrer número, entre el títol i el subtítol hi constava Pàtria i Cultura.

## Continguts
Era un butlletí que portava informació local i cultural. En l'article del primer número titulat Bon dia i bona hora deien portats per l'idea d'enaltir una volta més la nostra renaixença literaria vindrem aquí una vegada cada quinze dies, amb la col·laboració d'homes cèlebres de la nostra terra, a confeccionar aquesta modesta fulla... Venim aquí apartats de tota passió política. No admetien articles polítics ni satírics, en canvi publicaven poesies de Joan Maragall, Jacint Verdaguer, Àngel Guimerà i altres. També hi havia articles literàris, notícies locals, comentaris d'actes culturals, acudits, pensaments, etc.
En el núm. 7 publiquen un sentit “adéu-siau” i comenten que la revista ha mort perquè era massa pacífica, perquè no duia en si l'afany de lluita intestina..., tenia desig d'instruir i alegrar a la catalana.
Els redactors eren Joan Serra i Constansó, Frederic Prat, Joan Gomis, Joan Serra Mercader, Joan Caballé i J. Costa Pomés.

## Localització
- Biblioteca Central d'Igualada. Plaça de Cal Font. Igualada (col·lecció completa i relligada).